# 蕭家怡
蕭家怡（1990年—），居港澳門作家，發表文章於港澳不同媒體，如《信報財經月刊》、《澳門日報》、《C²文創誌》、《藝文青》等。就讀澳門培正中學，2012年畢業於香港中文大學文化及宗教研究系，其後再取得香港中文大學性別研究碩士學位。2017年，與同為居港澳門人的黃碩東一同發起「風災物資救援」行動，於Facebook專頁發出物資收集呼籲，邀請香港市民集中處理捐贈物資，協助受颱風天鴿吹襲而臨時缺乏食水與乾糧的澳門居民。行動於當晚獲得逾一萬則迴響，引起社區關注，將近千箱物資送往澳門。2023年，於英国杜倫大學取得博士學位。

## 簡歷
2013年，著《戀殖世紀︰港澳殖民印記》一書，以港澳兩地的殖民遺跡，回溯殖民地歷史。
2015年，於澳門中華文化發展促進會主辦、澳門基金會贊助的首屆「澳門作家作品讀後感徵文」比賽中獲優異奬。
2017年，入圍由文化及媒體教育基金舉辦之2017年年度網絡公民獎。
2021年，憑〈鄉愁〉一文於第13屆澳門文學獎之「公開組散文」組別獲優異奬。

## 外部連結
- 蕭家怡的Facebook專頁
- 「評地」（页面存档备份，存于）︰蕭家怡的文章結集